# كعكة ساحرة
الكعكة الساحرة (بالفرنسية: Gâteau magique) هي كعكة فرنسية من ثلاث طبقات عند خبز الخليط. الطبقة السفلى من الكسترد والوسطى قشدة والطبقة العليا إسفنجية.

## التحضير
تحتوي الكعكة على الونيلية والبيض والحليب والزبدة والدقيق ومدقوق السكر والملح والماء. يصبح الخليط سائلاً عند وضعه في الفرن ويُطهى مدة خمسين دقيقة في الفرن بحرارة 160 °م (320 °ف)، فيصبح الجزء الأعلى من الكعكة ذهبيًا ويُراوح الوسط بين القساوة واللينة بعد أن يتم الخبز. ثم توضع في الثلاجة مدة ساعتين ثم يؤكل باردا.